# Oscar Olson
Oscar Doglas Olson (* 7. Oktober 1878 in St. Croix County, Wisconsin; † Februar 1963 ebenda) war ein US-amerikanischer Gewichtheber und Tauzieher. 
Olson nahm an den Olympischen Spielen 1904 in St. Louis teil. Im Gewichtheben erreichte er im Wettkampf beidarmiges Gewichtheben ohne Gewichtsbeschränkung den vierten Platz, die Goldmedaille holte Perikles Kakousis. Olson nahm außerdem noch am Tauziehen teil und konnte dort gegen den US-amerikanischen Turnverein Southwest Turnverein of St. Louis 1 gewinnen und sich somit die Goldmedaille sichern.